# العلاقات الأوزبكستانية الإثيوبية
العلاقات الأوزبكستانية الإثيوبية هي العلاقات الثنائية التي تجمع بين أوزبكستان وإثيوبيا.

## مقارنة بين البلدين
هذه مقارنة عامة ومرجعية للدولتين:
| وجه المقارنة                                              | أوزبكستان       | إثيوبيا                        |
| --------------------------------------------------------- | --------------- | ------------------------------ |
| المساحة (كم2)                                             | 448.98 ألف      | 1.10 مليون                     |
| عدد السكان (نسمة)                                         | 32.39 مليون     | 104.96 مليون                   |
| الكثافة السكانية (ن./كم²)                                 | 72.14           | 95.42                          |
| العاصمة                                                   | طشقند           | أديس أبابا                     |
| اللغة الرسمية                                             | اللغة الأوزبكية | اللغة الأمهرية                 |
| العملة                                                    | سوم أوزبكستاني  | بير إثيوبي                     |
| الناتج المحلي الإجمالي (بليون دولار)                      | 48.72 مليار     | 80.56 مليار                    |
| الناتج المحلي الإجمالي (تعادل القوة الشرائية) بليون دولار | 190.50 مليار    | 161.90 مليار                   |
| الناتج المحلي الإجمالي الاسمي للفرد دولار أمريكي          | 2.13 ألف        | 619                            |
| الناتج المحلي الإجمالي للفرد دولار أمريكي                 | 5.57 ألف        | 1.50 ألف                       |
| مؤشر التنمية البشرية                                      | 0.675           | 0.442                          |
| رمز المكالمات الدولي                                      | +998            | +251                           |
| رمز الإنترنت                                              | .uz             | .et                            |
| المنطقة الزمنية                                           | ت ع م+05:00     | ت ع م+03:00، توقيت شرق أفريقيا |

## منظمات دولية مشتركة
يشترك البلدان في عضوية مجموعة من المنظمات الدولية، منها:
| علم المنظمة | اسم المنظمة                        | تاريخ انضمام أوزبكستان | تاريخ انضمام إثيوبيا |
| ----------- | ---------------------------------- | ---------------------- | -------------------- |
|             | الاتحاد البريدي العالمي            | ?                      | ?                    |
|             | مؤسسة التنمية الدولية              | 24 سبتمبر 1992         | 11 أبريل 1961        |
|             | منظمة حظر الأسلحة الكيميائية       | ?                      | ?                    |
|             | الأمم المتحدة                      | 2 مارس 1992            | 13 نوفمبر 1945       |
|             | وكالة ضمان الاستثمار متعدد الأطراف | 4 نوفمبر 1993          | 13 أغسطس 1991        |
|             | منظمة الشرطة الجنائية الدولية      | ?                      | ?                    |
|             | مؤسسة التمويل الدولية              | 30 سبتمبر 1993         | 20 يوليو 1956        |
|             | البنك الدولي للإنشاء والتعمير      | 21 سبتمبر 1992         | 27 ديسمبر 1945       |
|             | الاتحاد الدولي للاتصالات           | 10 يوليو 1992          | 20 فبراير 1932       |
|             | الفريق المعني برصد الأرض           | ?                      | ?                    |
|             | يونسكو                             | 26 أكتوبر 1993         | 1 يوليو 1955         |

## وصلات خارجية
- موقع وزارة الخارجية الأوزبكستانية
- موقع وزارة الخارجية الإثيوبية